# Karate Champ
Karate Champ is een videospel dat werd ontwikkeld door Technos Japan Corporation en uitgegeven door Data East. Het spel werd in juli 1984 uitgebracht als Arcadespel, maar werd een jaar later gepoort naar de Apple II en de Commodore 64. In 2010 kwam een iPhone en iPad versie uit van het spel.
Zeer apart en innovatief was het besturingssysteem van de originele Arcade versie. Er werd namelijk in plaats van een joystick en knopjes, 2 joysticks gebruikt om het spel te besturen. Bij ports naar andere consoles werd dit aangepast naar joypad/joystick en knopjes. In de vecht-film bloodsport (1988) met onder anderen Jean-Claude Van Damme is dit spel te zien in bepaalde scènes.
Het spel kan met een speler tegen de computer of met twee spelers tegelijkertijd gespeeld worden.

## Platforms
| Jaar | Platform                          |
| ---- | --------------------------------- |
| 1984 | Arcade                            |
| 1985 | Apple II, Commodore 64            |
| 1986 | NES                               |
| 2010 | Wii Virtual Console, iPad, iPhone |

## Ontvangst
Het spel werd slecht ontvangen:
| Beoordeeld door       | Platform | Datum | Score |
| --------------------- | -------- | ----- | ----- |
| HonestGamers          | NES      | 2003  | 10%   |
| The Review Busters    | NES      | 2011  | 10%   |
| The Video Game Critic | NES      | 2001  | 0%    |

## Trivia
- Het spel is opgenomen in het boek 1001 Video Games You Must Play Before You Die van Tony Mott.